# CIA Code Name: Alexa
CIA Code Name: Alexa is een Amerikaanse actiefilm uit 1992. De film is geregisseerd door Joseph Merhi. De hoofdrollen worden vertolkt door Kathleen Kinmont, Lorenzo Lamas en O.J. Simpson. De film ging op 24 september 1992 in première tijdens het Internationaal filmfestival van Tokio.

## Plot
Terroristen overvallen een overheidsorganisatie. Een van hen slikt een microchip in, vlak voordat hij door CIA-agent Mark Graver wordt doodgeschoten. De andere leden van de misdaadorganisatie, geleid door Victor Mahler, proberen de microchip terug te krijgen door het lijk te stelen tijdens een kerkdienst. Het bendelid Alexa wordt daarbij gearresteerd. Bij een poging om aan de politie te ontsnappen, wordt ze door Graver meegenomen. Hij zet haar op tegen de misdaadorganisatie. 

## Rolverdeling
| Acteur           | Personage     |
| ---------------- | ------------- |
| Kathleen Kinmont | Alexa         |
| Lorenzo Lamas    | Mark Graver   |
| O.J. Simpson     | Nick Murphy   |
| Alex Cord        | Victor Mahler |